# Rugby Europe U18 Championship 2013
El Rugby Europe U18 Championship del 2013 se disputó en Francia y fue la décima edición del torneo en categoría M18.

## Equipos participantes
- Selección juvenil de rugby de Escocia
- Selección juvenil de rugby de Francia
- Selección juvenil de rugby de Gales
- Selección juvenil de rugby de Georgia
- Selección juvenil de rugby de Inglaterra
- Selección juvenil de rugby de Irlanda
- Selección juvenil de rugby de Italia
- Selección juvenil de rugby de Portugal

## Resultados

### Cuartos de final
- Los perdedores avanzan a la copa de plata

| 22 de marzo | Francia | 32 - 0 | Italia |  |  |

| 22 de marzo | Inglaterra | 82 - 8 | Portugal |  |  |

| 22 de marzo | Georgia | 27 - 31 | Irlanda |  |  |

| 22 de marzo | Escocia | 18 - 17 | Gales |  |  |

### Semifinal de Plata
| 26 de marzo | Gales | 45 - 0 | Portugal |  |  |

| 26 de marzo | Italia | 12 - 17 | Georgia |  |  |

### Semifinales Campeonato
| 26 de marzo | Inglaterra | 25 - 12 | Escocia |  |  |

| 26 de marzo | Francia | 23 - 18 | Irlanda |  |  |

### Séptimo puesto
| 30 de marzo | Italia | 13 - 7 | Portugal |  |  |

### Quinto puesto
| 30 de marzo | Gales | 50 - 0 | Georgia |  |  |

### Tercer puesto
| 30 de marzo | Escocia | 0 - 40 | Irlanda |  |  |

### Final
| 30 de marzo | Francia | 22 - 27 | Inglaterra |  |  |

| Bandera de Inglaterra |
| Campeón Inglaterra    |
| Cuarto título         |